# 南風原町黄金森公園陸上競技場
南風原町黄金森公園陸上競技場（はえばるちょう こがねもりこうえん りくじょうきょうぎじょう）は、沖縄県島尻郡南風原町の黄金森公園内にある陸上競技場。

## 沿革
- 2001年（平成13年）4月28日 - 陸上競技場が完成[2]。
- 2015年（平成27年）2月
  - 黄金森競技場トレーニングルームが完成[3][4]。
  - サッカーJ1の名古屋グランパス春季キャンプを実施[5]。
- 2019年（平成31年）1月13日 - 第39回新春マラソン大会を開催[6]。
- 2023年（令和5年） - サッカー日本フットボールリーグの沖縄SVホームゲーム公式戦[7]。

## 施設概要
- トラック：全天候400 ｍ×8レーン、投てき（砲丸・ハンマー・円盤・やり）、跳躍（幅跳び・三段跳び・棒高跳び）、3,000ｍ障害用設備、雨天走路50ｍ×3レーン[8]
- 天然芝フィールド：105ｍ×68ｍ
- 面積：7,140m2
- 収容人員：5,300人
- 照明設備：あり

## アクセス
この節の出典；
- 那覇バスターミナルから沖縄バス40系統（大里線）南城市役所行で「南風原町役場前」バス停下車、徒歩5分
- 那覇バスターミナルからタクシーで17分
- 那覇空港よりタクシーで20分
- 沖縄自動車道 南風原北ICから3分